# Половинка, Руслан Александрович
Русла́н Алекса́ндрович Полови́нка (азерб. Ruslan Aleksandroviç Polovinko, укр. Половинко Руслан Олександрович; 21 октября 1969 года Змиёв Харьковская область УССР — 6 августа 1992 года в районе села Касапет) — азербайджанский лётчик украинского происхождения, лейтенант. Национальный герой Азербайджана (1992). Участник Первой карабахской войны. Похоронен в родном городе.

## Биография
Родился 21 октября 1969 года в городе Змиёв Харьковской области в семье инженера. По национальности — украинец. В детстве занимался борьбой и бальными танцами. Помимо этого, Руслан обучался в ДОСААФ, где научился прыгать с парашютом и самостоятельно управлять вертолётом. В 1987 году поступил в Сызранское высшее военное авиационное училище лётчиков. После окончания училища в 1991 году был направлен служить в Нахичевань в войсковую часть № 15425. После создания ВВС Азербайджана он продолжил службу в вертолётной эскадрилье в Баку в должности пилота-оператора.

### Первая карабахская война
С 1991 года участвовал в военных операциях в ходе Карабахской войны. Отличился в боях за Кубатлы, Лачин, Мардакерт. 6 августа 1992 года, получив информацию о том, что на возвышении Касапет азербайджанские войска попали в окружение, экипаж вертолёта Ми-24: Закир Меджидов (командир), Руслан Половинка и Джаваншир Рагимов вылетели в зону боевых действий. Совершив три вылета, полностью уничтожили бронетехнику и живую силу противника. С поля боя были вывезены погибшие и раненые. Во время четвёртого вылета в вертолёт попала ракета противника и все члены экипажа вертолёта погибли.
Похоронен в родном городе Змиёве в Харьковской области.

## Память
Указом президента Азербайджанской Республики № 204 от 14 сентября 1992 года лейтенанту Руслану Александровичу Половинке было присвоено звание Национального Героя Азербайджана (посмертно).
В 2014 году азербайджанскому журналисту Зауру Нурмамедову при помощи Змиевского научного краеведческого общества удалось разыскать родителей Руслана Александровича Половинки и оказать содействие в получении ими медали «Золотая Звезда».
8 ноября 2016 года по инициативе Харьковского общества азербайджанско-украинской дружбы «Достлуг» на здании Змиёвского лицея № 1 имени дважды Героя Советского Союза генерала З. К. Слюсаренко была открыта мемориальная доска.